# رئال برزیل
رئال یا رآل یا رآل برزیلی، (نشانه: $R کد: BRL) یکای پول رایج در کشور برزیل است. هر رآل به ۱۰۰ سنتاوو تقسیم می‌شود. مسئولیت کنترل رئال بر عهده بانک مرکزی برزیل است. رئال در ماه ژوئیه سال ۱۹۹۴ جایگزین رئال کروزریوی برزیل شد.

## واژه‌شناسی
در زبان پرتغالی که زبان رسمی کشور برزیل نیز می‌باشد، واژه رئال هم به معنای سلطنتی است و هم به معنای واقعی. نام رئال در زمان‌های پیشین از معنای اول کلمه مشتق گردیده بود اما در دوره جدید هر دو معنا مد نظر است. 

## نماد
در مکاتبات رسمی علامت دلار به صورت یک S که دو خط مورب عمودی آن را قطع کرده‌اند نوشته می‌شود اما در استاندارد یونیکد از آنجایی که علامتی خاص برای آن در نظر گرفته نشده‌است از همان نشانه $ استفاده می‌شود.

## اسکناس‌ها

### سری یکم (۱۹۹۴-۲۰۱۰)
| سری یکم | سری یکم | سری یکم   | سری یکم     | سری یکم            | سری یکم            | سری یکم |
| نگاره   | نگاره   | بها       | ابعاد       | شرح                | شرح                |         |
| رو      | پشت     | بها       | ابعاد       | رو                 | پشت                |         |
| ------- | ------- | --------- | ----------- | ------------------ | ------------------ | ------- |
|         |         | ۱ real    | ۱۴۰ × ۶۵ mm | سردیس پیکرک جمهوری | زمردی پولک‌یاقوتی   |         |
|         |         | ۲ reais   | ۱۴۰ × ۶۵ mm | سردیس پیکرک جمهوری | لاک‌پشت پوزه‌عقابی   |         |
|         |         | ۵ reais   | ۱۴۰ × ۶۵ mm | سردیس پیکرک جمهوری | حواصیل سفید بزرگ   |         |
|         |         | ۱۰ reais  | ۱۴۰ × ۶۵ mm | سردیس پیکرک جمهوری | مکائوی بال‌سبز      |         |
|         |         | ۲۰ reais  | ۱۴۰ × ۶۵ mm | سردیس پیکرک جمهوری | تامارین شیری طلایی |         |
|         |         | ۵۰ reais  | ۱۴۰ × ۶۵ mm | سردیس پیکرک جمهوری | پلنگ آمریکایی      |         |
|         |         | ۱۰۰ reais | ۱۴۰ × ۶۵ mm | سردیس پیکرک جمهوری | هامور              |         |

### اسکناس‌های یادبود
در آوریل سال ۲۰۰۰ بانک مرکزی برزیل به مناسبت پانصدمین سالگرد ورود پرتغالی‌ها به خاک برزیل، اسکناسی ۱۰ رئالی از جنس بسپار منتشر کرد.
| نگاره | نگاره | بها      | جنس   | شرح                            | شرح                                        |
| رو    | پشت   | بها      | جنس   | رو                             | پشت                                        |
| ----- | ----- | -------- | ----- | ------------------------------ | ------------------------------------------ |
|       |       | ۱۰ reais | بسپار | پدرو آلوارز کابرال، کاشف برزیل | نقشه‌ای از برزیل با چند تصویر از مردم برزیل |

### سری دوم (۲۰۱۰-تاکنون)
در تاریخ سوم فوریه ۲۰۱۰ بانک مرکزی برزیل در راستای مقابله با جعل پول، از انتشار سری دوم رئال خبر داد. هر یک از اسکناس‌ها از ابعادی متفاوت برخوردارند تا به کم‌بینایان در شناسایی اسکناس‌ها از هم کمک کنند.
| سری دوم | سری دوم | سری دوم   | سری دوم     | سری دوم       | سری دوم                                    | سری دوم            | سری دوم             | سری دوم                | سری دوم |
| نگاره   | نگاره   | بها       | ابعاد       | رنگ           | شرح                                        | شرح                | تاریخ نخستین انتشار | ته‌نقش                  |         |
| رو      | پشت     | بها       | ابعاد       | رنگ           | رو                                         | پشت                | تاریخ نخستین انتشار | ته‌نقش                  |         |
| ------- | ------- | --------- | ----------- | ------------- | ------------------------------------------ | ------------------ | ------------------- | ---------------------- | ------- |
|         |         | ۲ reais   | ۱۲۱ × ۶۵ mm | آبی           | موج و سردیس پیکرک جمهوری                   | لاک‌پشت پوزه‌عقابی   | ۲۹ ژوئیه ۲۰۱۳       | حیوان پشت اسکناس و بها |         |
|         |         | ۵ reais   | ۱۲۸ x ۶۵ mm | ارغوانی       | گیاه و سردیس پیکرک جمهوری                  | حواصیل سفید بزرگ   | ۲۹ ژوئیه ۲۰۱۳       | حیوان پشت اسکناس و بها |         |
|         |         | ۱۰ reais  | ۱۳۵ × ۶۵ mm | قرمز          | گیاه و سردیس پیکرک جمهوری                  | مکائوی بال‌سبز      | ۲۳ ژوئیه ۲۰۱۲       | حیوان پشت اسکناس و بها |         |
|         |         | ۲۰ reais  | ۱۴۲ × ۶۵ mm | زرد           | گیاه و سردیس پیکرک جمهوری                  | تامارین شیری طلایی | ۲۳ ژوئیه ۲۰۱۲       | حیوان پشت اسکناس و بها |         |
|         |         | ۵۰ reais  | ۱۴۹ × ۷۰ mm | قهوه‌ای        | گیاهان جنگلی و سردیس پیکرک جمهوری          | پلنگ آمریکایی      | ۱۳ دسامبر ۲۰۱۰      | حیوان پشت اسکناس و بها |         |
|         |         | ۱۰۰ reais | ۱۵۶ × ۷۰ mm | فیروزه‌ای روشن | گیاهان و ستاره دریایی و سردیس پیکرک جمهوری | هامور              | ۱۳ دسامبر ۲۰۱۰      | حیوان پشت اسکناس و بها |         |
|         |         | ۲۰۰ reais | ۱۴۲ × ۶۵ mm | خاکستری       | گیاهان گرم‌دشتی و سردیس پیکرک جمهوری        | گرگ یال‌دار         | ۲ سپتامبر ۲۰۲۰      | حیوان پشت اسکناس و بها |         |